# Raúl Fernando Sendic
Raúl Fernando Sendic Rodríguez (Paysandú, 29 de agosto de 1962) é um político uruguaio, foi vice-presidente do Uruguai de 2015 até 2017, durante o governo do presidente Tabaré Vázquez.

## Biografia
É filho de um dos líderes do Tupamaros, Raúl Sendic, o qual se encontrava preso durante a Ditadura no país. Licenciou-se em Genética Humana pela Universidade de Havana, quando este vivia exilado em Cuba. Quando regressa ao Uruguai, com a volta à democracia, passa a trabalhar como jornalista. Militou no Movimento 26 de Março através do qual, nas eleições de 1999, em um acordo com o Movimento de Participação Popular, foi eleito deputado para o período entre 2000 e 2005.
Foi integrante da Comissão de Dedesa da ANCAP, em 2003. Também integrou a diretoria da empresa, primeiro como vice-presidente e depois, depois em 2008, como líder da mesma. No entanto, em 31 de agosto de 2009, foi nomeado Ministro da Indústria, Energia e Mineração do país, após a renúncia de Daniel Martínez, portanto tendo de deixar sua posição na empresa. Voltou à ANCAP, em 2010, na presidência de José Mujica, também como líder da empresa estatal de combustíveis. Sua renúncia à presidência da empresa ocorreu em outubro de 2013, para assim poder dedicar-se aos compromissos pré eleitorais juntamente com Tabaré Vázquez.
Em 1 de Março de 2015, Sendic assume como Vice-Presidente de Tabaré Vázquez, após vencer a chapa da Frente Ampla no segundo turno das eleições nacionais uruguaias de 2014.